# Liste der Naturdenkmale in der Samtgemeinde Zeven
Die Liste der Naturdenkmale in der Samtgemeinde Zeven nennt die Naturdenkmale in der Samtgemeinde Zeven im Landkreis Rotenburg (Wümme) in Niedersachsen.

## Elsdorf
Seit dem Mai 2019 gibt es in der Gemeinde Elsdorf diese Naturdenkmale.

| Bild | Bezeichnung                   | Ort, Lage                                      | Beschreibung | Schutzzweck | Nummer |
| ---- | ----------------------------- | ---------------------------------------------- | --- | ----------- | ------ |
| BW   | Rosskastanie in Frankenbostel | Frankenbostel (53° 16′ 30,7″ N, 9° 21′ 7,2″ O) | Ca. 25 m hoch gewachsene Gewöhnliche Rosskastanie mit geschlossener runder Krone.                                         |             | 37     |
| BW   | Schwarz-Erle bei Elsdorf      | Elsdorf (53° 15′ 12,3″ N, 9° 21′ 0,2″ O)       | Ca. 15 m hohe schirmförmige Schwarz-Erle.                                                                                 |             | 89     |
| BW   | Stiel-Eichenpaar bei Elsdorf  | Elsdorf (53° 15′ 8,2″ N, 9° 21′ 11,6″ O)       | Zwei Stiel-Eichen, die in einem Abstand von etwa einem Meter zueinander stehen und zusammen eine gemeinsame Krone bilden. |             | 90     |
| BW   | Zeigereiche bei Volkensen     | Volkensen (53° 16′ 14,7″ N, 9° 26′ 4,2″ O)     | Vierstämmige Stiel-Eiche mit einer Höhe und Kronendurchmesser von ca. 25 m.                                               |             | 92     |

## Gyhum
Seit dem Mai 2019 gibt es in der Gemeinde Gyhum diese Naturdenkmale.

| Bild | Bezeichnung                     | Ort, Lage                              | Beschreibung                                                                                          | Schutzzweck | Nummer |
| ---- | ------------------------------- | -------------------------------------- | --- | ----------- | ------ |
| BW   | Zwei Wacholdergruppen bei Gyhum | Gyhum (53° 12′ 58″ N, 9° 18′ 30″ O)    | Zwei linienhafte Heide-Wacholder-Gruppen von 55 m und 38 m Länge, bestehend jeweils aus neun Büschen. |             | 24     |
| BW   | Hofeiche in Bockel              | Bockel (53° 12′ 17″ N, 9° 17′ 13,5″ O) | Ca. 25 m hoch gewachsene einstämmige Stiel-Eiche.                                                     |             | 36     |

## Heeslingen
Seit dem Mai 2019 gibt es in der Gemeinde Heeslingen diese Naturdenkmale.

| Bild | Bezeichnung                | Ort, Lage                                    | Beschreibung                                                                        | Schutzzweck | Nummer |
| ---- | -------------------------- | -------------------------------------------- | ----------------------------------------------------------------------------------- | ----------- | ------ |
| BW   | Kopfbuche in Twistenbostel | Sassenholz (53° 20′ 52,4″ N, 9° 16′ 52,3″ O) | In etwa 2,5 m vielstämmig ausgetriebene kugelförmig gewachsene Rot-Buche.           |             | 27     |
| BW   | Leberblümchen bei Boitzen  | Boitzen (53° 19′ 42,8″ N, 9° 23′ 49,9″ O)    | Leberblümchenbestand in einem feuchten nährstoffreichen Eichen-Hainbuchenmischwald. |             | 32     |

## Zeven
Seit dem Mai 2019 gibt es in der Stadt Zeven diese Naturdenkmale.

| Bild | Bezeichnung                                    | Ort, Lage                                            | Beschreibung | Schutzzweck | Nummer |
| ---- | ---------------------------------------------- | ---------------------------------------------------- | --- | ----------- | ------ |
| BW   | Blitzeiche in Badenstedt                       | Badenstedt (53° 16′ 56,8″ N, 9° 12′ 59,7″ O)         | Ca. 25 m hohe Stiel-Eiche mit Blitzschaden im Stamm. |             | 78     |
| BW   | Mehrstämmige Buche mit Eicheneinwuchs in Hemel | Hemelsweg (53° 15′ 9,1″ N, 9° 12′ 25,9″ O)           | Säulenförmig, ca. 25 m hoch gewachsene mehrstämmige Rot-Buche, die im Wurzelbereich um eine Eiche gewachsen ist.                                                |             | 38     |
| BW   | Schattenbaum im Felde bei Brümmerhof           | Brümmerhof (Zeven) (53° 15′ 28,6″ N, 9° 15′ 29,8″ O) | Kugelförmige Stiel-Eiche innerhalb einer kleinen Gehölzinsel.                                                                                                   |             | 44     |
| BW   | Ehemalige Hofeiche bei Brüttendorf             | Brüttendorf (53° 15′ 1,6″ N, 9° 16′ 10,9″ O)         | Ca. 25 m hohe und 28 m breit ausladende halbkugelförmige Stiel-Eiche.                                                                                           |             | 40     |
| BW   | Blutbuche bei Brüttendorf                      | Brüttendorf (53° 14′ 59,6″ N, 9° 16′ 7,7″ O)         | Stark aufrecht gewachsene etwa 30 m hohe Blutbuche. |             | 41     |
| BW   | Rosskastanie bei Brüttendorf                   | Brüttendorf (53° 15′ 3,9″ N, 9° 16′ 6,1″ O)          | Die einseitig entwickelte Gewöhnliche Rosskastanie ist etwa 20 m hoch und breit.                                                                                |             | 42     |
| BW   | Winter-Linde bei Brüttendorf                   | Brüttendorf (53° 15′ 0,1″ N, 9° 16′ 9,2″ O)          | In etwa 2 m in zwei Stämmlinge geteilte knapp 25 m hohe Winter-Linde.                                                                                           |             | 43     |
| BW   | Findling "Prinzenstein"                        | Zeven Oldendorf (53° 17′ 14,5″ N, 9° 13′ 48,7″ O)    | Mächtiger Findlingsblock im Großen Holz. |             | 56     |
| BW   | Stiel-Eiche bei Oldendorf                      | Zeven Oldendorf (53° 16′ 14,1″ N, 9° 16′ 6″ O)       | Halbkugelförmig gewachsene Stiel-Eiche am Wegesrand. |             | 95     |
| BW   | Zwei Eiben in Zeven                            | Zeven (53° 17′ 47,2″ N, 9° 16′ 51,7″ O)              | Zwei zu einem ca. 15 m hohen und 10–15 m breiten Busch zusammengewachsene mehrstämmige Eiben. Am Weg "Klostergang", ca. 20 m südöstlich des Amtsgerichtgebäudes |             | 29     |
| BW   | Zwei Eiben in Zeven                            | Zeven (53° 17′ 41,5″ N, 9° 16′ 52,4″ O)              | Zwei zu einem ca. 15 m hohen Busch zusammengewachsene Eiben. Ca. 10 m nördlich des Christinenhauses und am westlichen Eingang zu dessen Garten                  |             | 30     |
| BW   | Osterluzei in Zeven                            | Zeven (53° 17′ 48,4″ N, 9° 16′ 50,4″ O)              | Bestand der Heilpflanze Gewöhnliche Osterluzei mit einem Hauptbestand und mehreren Einzelpflanzen in der Umgebung.                                              |             | 31     |
| BW   | Baumgruppe in Zeven                            | Zeven (53° 17′ 48,6″ N, 9° 16′ 42,6″ O)              | Die Baumgruppe besteht aus einer Blutbuche und drei Stiel-Eichen, wovon eine ab 1 m Höhe mehrstämmig ist.                                                       |             | 47     |
| BW   | Alte Stiel-Eiche in Zeven                      | Zeven (53° 17′ 8,3″ N, 9° 16′ 54,6″ O)               | Über die gesamte Straßengabelung ragende Stiel-Eiche. |             | 74     |

## Hinweis
Im Jahr 2019 wurden die Verordnungen über zahlreiche Naturdenkmale im Landkreis aufgehoben.